# هندآباد (کاشمر)
هندآباد یا محمدآباد عندلیب نام روستایی از توابع بخش مرکزی شهرستان کاشمر در استان خراسان رضوی است. این روستا در دهستان پایین ولایت قرار دارد و برپایه سرشماری سال ۱۳۸۵ جمعیت آن ۶۲ نفر (۱۸ خانوار) بوده است. همچنین براساس سرشماری سال ۱۳۹۵ جمعیت آن زیر سه خانوار اعلام شد.